# Караван мира
Караван мира била је једна од најзначајнијих антиратних акција организованих на почетку распада Југославије. Караван мира је трајао од 21. до 29. септембар 1991. и окупио је више стотина активиста и активисткиња из целе Европе. Караван је организован од стране Хелсиншког парламента грађана (ХПГ), а група је обишла неколико десетина места, и највеће градове Југославије - Љубљану, Загреб, Београд и Сарајево.

## Циљ Каравана мира.
Када је започео рат у Југославији, многи људи су се побунили против таквог развоја ситуације и почели су да гласно иступају против ратних политика и заговорника рата. Такође, многи људи у Европи, посебно активисти и активисткиње окупљени око пацифистичких идеја и мировних организација, одлучили су да дођу у Југославију и јасно искажу свој став противљења рату, али и солидарности са људима Југославије. Караван мира је би осмишљен тако да прође кроз практично целу Југославију, што је било логистички захтеван подухват, посебно у контексту ратних дејстава, али је намера била да што већи број људи чује за ову акцију и да је подржи. Један од циљева каравана био је и покушај да се утиче на зараћене стране да спрече даље распламсавање рата. Тако се искристалисала и главна иницијатива Каравана мира - захтев за мировним преговорима и јавна подршка локалним мировним иницијативама и антиратним покретима.

## Посета Сарајеву.
Најзначајнија акција у склопу Каравана мира био је протест организован у Сарајеву 29. 9. 1991. На скупу махом активисткиња, био је упућен позив свим женама света у коме се тражило заустављање рата, демилитаризација, као и оштар отклон и прекид сваке даље сарадње са онима који су на било који начин учествовали у рату. Ово је уједно био и најтоплији дочек “где су учесници/учеснице, заједно са око 10 000 Сарајлија и Сарајки, формирали ланац који је обухватио четири најважније градске богомоље: муслиманску, православну, католичку и јеврејску.”

## Критике.
Караван мира није свуда наишао на добродошлицу као што је то био случај са Сарајевом. Атмосфера је била у потпуности другачија у Загребу, где су активисти и активисткиње Антиратне кампање (АРК) протестовали против "мировних агенди" које долазе са стране. Координаторка Кампање Весна Тершелич је написала: “Моје мишљење је да су невладине организације способне саме артикулирати своја мишљења и изабрати будуће пројекте. Није нам потребно патронизирање. (...) Свјесни смо да ће изглађивање конфликата у Хрватској потрајати много година. Ситуација се врло разликује од села до села и не може бити једнозначно објашњена. Готово свако село захтијева специфични ненасилни приступ. Опсежне, бучне акције као Каравана мира не могу нам помоћи у нашем раду на локалном нивоу".

## Посета Београду.
Долазак Каравана мира у Београд организовале су Жене у црном.